# فرط بوتاسيوم الدم
فَرْطُ بوتاسيومِ الدَّم هو زيادة نسبة البوتاسيوم بالدم نتيجة الزيادة الإجماليّة لبوتاسيوم الجسم أو التنقّل من خلايا إلى أخرىّ. وعلى سبيل المثال، يُمكن أن يحدث فَرْط بوتاسيوم الدَّم نتيجة الإطلاق المفاجئ لآيوناتِ البوتاسيوم مِنْ العضل إلى السوائل المحيطة. البوتاسيوم عنصر أساسي في تركيب السوائل الحية، وبخاصة الدم، زيادته تسبب خللاً وظيفياً في عمل الأجهزة العصبية كما يسبب اضطراباً في دقات القلب قد يؤدي إلى لانظميات خطرة على الحياة. نسبة البوتاسيوم في الدم تتراوح ما بين 3,5 ميلليمول/ليتر و5,0 ميلليمول/ليتر. إذا زاد مستوى البوتاسيوم في الدم عن 5 ميلليمول/ليتر يُصبح هناك فرط بحاجة للعلاج.
أما نسبة البوتاسيوم في داخل خلية فتبلغ 150 ميلليمول/ليتر، ويتم الحفاظ على هذا الفرق عن طريق إنزيم في جدار الخلية هو (بالإنجليزية: Na⁺/K⁺-ATPase)، ويلعب هذا الإنزيم دوراً كبيراً في كمون الفعل الموجود في الخلايا كلها، وبخاصة خلايا الأعصاب، والعضلات وبخاصة خلايا عضلة القلب ومنظومة نقل الشارة الكهربائية في القلب.

## أعراض فرط البوتاسيوم
لا توجد هناك أعراض خاصة لفرط البوتاسيوم، فالأعراض عادة ما تكون ناتجة عن المرض المسبب لهذا الفرط، وليس للفرط نفسه، إلا أنه يمكن أن يشعر بعض المرضى بالإعياء أو بتشنج عضلي، ولكن أخطر الأعراض هو اضطراب دقات القلب (لانظميات) والذي يمكن أن يؤدي إلى السكتة القلبية.

## تشخيص فرط البوتاسيوم
يتم تشخيص فرط البوتاسيوم في الدم عن طريق فحص الدم، وذلك بقياس تركيز البوتاسيوم في الدم. هنا لابد من الإشارة إلى أن فحص الدم قد يعطي نتائج خاطئة بسبب خطأ في سحب الدم (تدمر كريات الدم الحمراء وتحللها أثناء سحب الدم يقود إلى خروج البوتاسيوم منها إلى باقي العينة وبالتالي إعطاء نتائج عالية خاطئة لتركيز البوتاسيوم في الدم. لذا فإنه جرت العادة على التأكد من النتيجة بسحب الدم من جديد، والتأكد أن سحب الدم تم بطريقة صحيحة.
إلا أنه وفي حالات الفرط الشديد فإن تخطيط القلب الكهربائي يمكن أن يعطي إشارات حول تغير تركيز البوتاسيوم في الدم وذلك بارتفاع موجة T.

## أسباب فرط البوتاسيوم
يُمْكِن أَنْ يَحْدث فَرْط بوتاسيوم الدَّم نتيجة تَشْكِيلة من الأسباب، بما في ذلك الإستهلاك الكثير جدّا لملح البوتاسيوم وفشل الكِلى عادةً في إفراغ آيونات البوتاسيوم في البول وتَسَرُّب البوتاسيوم مِنْ الخلايا والأنسجة إلى مجرى الدمّ وقد ينتج من الحُماض كذلك. يعدّ السبب الأكثر شيوعاً لفَرْط بوتاسيوم الدَّم هو داء الكلية (أَو الدّاء الكلوي)، و الذي يبلغ تعداده حوالي الثلاثة أرباع من كُلّ الحالات. و تقاس وظيفة الكلية من خلال نسبةَ التَرْشيحٌ الكُبَيبِيّ، وهي النسبة التي تقوم فيها الكلية بالمعالجة المستمرة والتنظيف للدمّ. و تبلغ نسبةَ التَرْشيحٌ الكُبَيبِيّ الطبيعية حوالي 100 ميلي لتر لكل دقيقة. أمّا إذا تضررت الكلية فإنّ نسبة التَرْشيحٌ الكُبَيبِيّ تكون فقط 5 ميلي لتر لكل دقيقة أَو أقل مما قد يؤدي لفَرْط بوتاسيوم الدَّم، خصوصاً إذا تمّ أستهلاك أطعمة ذات مُحتوى بوتاسيوم عالي. فيما يكون المسنون بشكل خاص في موضع الخطر لأنّ العديد مِنْ الوظائف التنظيمية للجسم لديهم لا تَعْمل بشكل جيّد. و يجب أن يتم فرض مراقية خاصة على المرضى المسنين الذين يُعالجون بأدوية معيّنة لمعالجة ضغط الدمّ العالي، من مثل السبيرونولاكتون (ألداكتون) و التريامتيرين (الدايازايد)، من احتمالية الإصابة بفرط بوتاسيوم الدّم، لأنّ هذه الأدوية تعزز من احْتِباس البوتاسيوم عبر الكِلى. يُمْكِن أن يسبب مرض في الغدّة الكظرية، يُدعى أيضاً داء أَدِيسون، فرط بوتاسيوم الدّم. حيث تُنتج الغدّة الكظرية هورمون الأَلْدوستيرون الذي يحسّن إفراغ البوتاسيوم في البول عن طريق الكلية. و يُمْكِن أن ينتُج فرط بوتاسيوم الدّم أيضاً مِنْ إصابة لعضلةِ أَو أنسجة أخرى. كون أغلب البوتاسيوم في الجسمِ موجود في العضل، ويُؤدّي الرَضْح الحادّ الذي يَسْحق خلايا العضل إلى زيادة فورية في تركيز البوتاسيوم في الدمِّ. و قد ينتج فرط بوتاسيوم الدّم أيضاً مِنْ الحروق أَو العداوى الحادّة. بلازما الدمِّ الحمضي، أَو الحُماض، هو سبب عرضي لفرط بوتاسيوم الدّم، ويَحْدث في عدد مِنْ الأمراضِ، ويُعرّف كزيادة في تركيز آيونات الهيدروجين في مجرى الدمّ. وفي محاولة الجسم تَصحيح الحالة، يتم أخذ الهيدروجين عبر خلايا العضل خارج الدمّ في آلية تبادل تَتضمّن نقلَ آيونات البوتاسيوم إلى مجرى الدمّ. و هذا يُمْكِن أَنْ يَرْفع تركيزَ بلازما آيوناتِ البوتاسيوم على نحو شاذّ. فعندما يكون الحُماض هو سبب فرط بوتاسيوم الدّم تكون معالجة مريض الحُماض ذات فائدتين وهما اعْتِكاس كل من الحُماض وفرط بوتاسيوم الدم

## اختلاف في التوزيع من داخل الخلية إلى خارج الخلية
نسبة تركيز البوتاسيوم في السائل الخلوي تبلغ 150 ميلليمول/لتر بينما خارج الخلية في الدم أقل من 5 ميلليمول/لتر. خروج البوتاسيوم من الخلايا يؤدي إلى زيادة كبيرة في نسبة البوتاسيوم في الدم، ومن أسباب ذلك:

### زيادة حموضة الدم
زيادة حموضة بالدم تؤدي إلى تبادل الهيدروجين مع البوتاسيوم على جدار الخلية، حيث يدخل الهيدروجين الخلية وتخرج كاتيونات البوتاسيوم من الخلية إلى الدم لتزيد نسبة البوتاسيوم في الدم.
من الأمثلة على هذه الحالة حموضة الدم عند الزيادة المفرطة للسكر في الدم مثل مرض السكري، ولكن في هذه الحالة فإن إدرار البول الناجم عن زيادة نسبة السكر في الدم يساهم في التقليل من البوتاسيوم في الدم إلا في حالات القصور الكلوي

### تلف الخلايا
إذا ما تلفت الخلايا بكميات كبيرة، فإن المكونات الخلوية بما فيها السائل الخلوي ستندلق إلى السائل البيني ومن ثم إلى الدم وبالتالي فإن تركيز البوتاسيوم في الدم ستزيد.
من الأمثلة على الظروف التي يمكن أن تؤدي إلى تلف للخلايا:
- الحروق الكبيرة، وبخاصة تلك التي تؤدي إلى تلف عدد كبير من الخلايا مثل حروق الجلد والعضلات.
- انحلال الدم، عندما تتحلل خلايا الدم لأي سبب كان (فقر دم انحلالي وفقر الدم) فإن كميات من البوتاسيوم تنساب إلى بلازما الدم وبالتالي يرتفع تركيز البوتاسيوم في الدم.
- انحلال الخلايا السرطانية إما التلقائي بطبيعة المرض أو كنتيجة للعلاج وانهيار الخلايا السرطانية بالجملة. في هذه الحالة قد يؤدي الانهيار السريع للخلايا السرطانية إلى تعطيل عمل الكلى مما يزيد من حدة فرط البوتاسيوم بشكل كبير.

## الأدوية
تعتبر الآثار الجانبية للأدوية أحد أهم أسباب إفراط البوتاسيوم في الدم، وليست نادرة الحدوث.
من الآثار الجانبية لعدد من الأدوية مثل:
- حاصرات بيتا
- مخفضات ضغط الدم (مثبطات الإنزيم المحول للأنجيوتنسين (بالإنجليزية: ACE inhibitor)‏)
- مدرات البول الموفرة للبوتاسيوم مثل سبيرونولاكتون (بالإنجليزية: Spirinolacton)‏

ولهذا ينصح الأطباء بقياس نسبة البوتاسيوم في الدم عند البدء بمثل هذه العلاجات وبالذات المدرات الموفرة للبوتاسيوم تفادياً لحدوث إفراط في البوتاسيوم.

## الفشل الكلوي
الفشل الكلوي بكلا نوعية الحاد والمزمن يؤدي إلى تعطيل دور الكلية عن طرح البوتاسيوم، وبالتالي يزيد تركيزه بالدم، ويصل لمستويات عالية، والواقع أن القصور المزمن قد يُعوّد المريض على تركيزات عالية من البوتاسيوم، وبالتالي قد تصل نسبة البوتاسيوم 7 ميلليمول/ليتر دون أن تكون هناك أعراض، بينما لا يتحمل المريض بالقصور الحاد نسب أقل بكثير من ذلك.
يعالج القصور الكلوي والمترافق مع ارتفاع نسبة البوتاسيوم في الدم بغسيل الكلى.

## أخطار فرط البوتاسيوم
أكبر خطر لفرط البوتاسيوم هو التأثير على انتظام دقات القلب، والتسبب في اضطرابات خطيرة في دقات القلب قد تؤدي إلى السكتة القلبية، أو إلى هبوط حاد في ضغط الدم. لذا فإن الحالات الحادة من فرط البوتاسيوم لابد أن يتم علاجها بالمستشفيات المجهزة بغرف عناية مركزة.

## علاج فرط البوتاسيوم
هناك عدة أساليب للتغلب على فرط البوتاسيوم بالدم، وتختلف فيما بينها بسرعة العلاج، وظروف المريض المرافقة لهذه الحالة والأسباب وراء فرط البوتاسيوم. القاسم المشترك في هذه العلاجات هو أنه في حالة الفرط الحاد في البوتاسيوم فإن غسيل الكلى هو الحل الأخير لهذه المشكلة.
يعتمد العلاج على سبب فرط البوتاسيوم وعلى نسبة ارتفاع تركيزه في الدم، ففي الحالات الطفيفة يمكن محاولة العلاج ببعض الأدوية، ولكن في الحالات الحادة فلا مفر من الغسيل الكلوي.

## إزالة السبب
في كثير من الحالات فإن سبب الفرط يكون في أدوية تؤدي إلى زيادة نسبة البوتاسيوم في الدم، التوقف عن تناول هذه الأدوية قد يكون الحل الأمثل، وقد يُستعاض عنها بأدوية أخرى لا تسبب هذا الفرط، أو قد يُضاف دواء جديد يعمل على تقليل نسبة البوتاسيوم في الدم، ومثال ذلك إضافة مدر للبول غير موفر للبوتاسيوم يساهم في زيادة طرح البوتاسيوم وبالتالي التقليل من تركيزه في الدم.

## العلاج الدوائي
يمكن علاج كثير من الحالات الطفيفة بالأدوية التي من آثارها الجانبية التقليل من تركيز البوتاسيوم في الدم لعلاج فرط البوتاسيوم ومنها:

### مدرات البول الطارحة للبوتاسيوم
هذه المدرات تعمل على إدرار البول من خلال التخلص من الأملاح مثل البوتاسيوم في قنوات الكلية، وبالتالي يتبعها الماء، الأمر الذي يزيد من كمية البول، إحدى الآثار الجانبية لهذه الأدوية نقص بوتاسيوم الدم، هذه الخاصية تستخدم أيضاً في علاج فرط البوتاسيوم الناجم مثلاً عن الأدوية المدرة للبول الموفرة للبوتاسيوم، بحيث تعمل على معادلة أثرها.

### الإنسولين والجلوكوز معاً
إن من صفات الجلوكوز أنه يدخل الخلية عن طريق تعاوني مع البوتاسيوم بأنزيم على جدار الخلية يعمل على نقل مركب الجلوكوز كاتيون والبوتاسيوم معاً إلى داخل الخلية بمعاونة هرمون الإنسولين، هذه الخاصية تستخدم في تقليل تركيز البوتاسيوم في الدم وذلك بنقل البوتاسيوم مع الجلوكوز من خارج الخلايا إلى داخلها، وتتم بإعطاء المريض كمية من الجلوكوز مضاف إليها كمية مكافئة من الإنسولين بحيث لا تتغير نسبة السكر في الدم لازيادة ولا نقصاناً لأن الغرض هو التأثير على نسبة البوتاسيوم لا على نسبة السكر في الدم.

### أدوية رابطة للبوتاسيوم ومسهلة
تقوم هذه الفئة من الأدوية بربط البوتاسيوم في الأمعاء، والتسبب في نوع من الإسهال، وتستغل المساحة الكبيرة لجدران الأمعاء في تبادل وربط كمية كبيرة من البوتاسيوم وطرحها عبر البراز.

## غسيل الكلية
في حالة فشل الطرق الآنفة، أو في حالة الفرط الحرج في تركيز البوتاسيوم في الدم، أو حالات الفشل الكلوي المزمنة والنهائية، فإن غسيل الكلية يعتبر الطريقة الأمثل والمضمونة للتخلص من البوتاسيوم ولطرحه.